# Tim Conway
Toma Daniel "Tim" Conway (Willoughby, Ohio, 15. prosinca 1933. – Los Angeles, Kalifornija, 14. svibnja 2019.) bio je američki glumac.

## Vanjske poveznice
- Tim Conway u internetskoj bazi filmova IMDb-u (engl.)